# 穆祥友
穆祥友（1946年—），天津人，回族，中华人民共和国政治人物，第十一届全国人民代表大会天津地区代表。

## 生平
毕业于南开大学。中国共产党党员。2008年，当选为全国人大代表。2013年，再次当选。